# Francisco Lombardo
Francisco Lombardo (Ciudad de Mendoza, Mendoza, 11 de junio de 1925-Ciudad de Mendoza, 24 de mayo de 2012) también conocido por su apodo «Pancho» fue un futbolista argentino que se desempeñaba en la posición de lateral derecho.
Surgido de las inferiores del Club Atlético Argentino de Mendoza e iniciándose profesionalmente 
en Club Atlético Newell's Old Boys, se destacó principalmente en el Club Atlético Boca Juniors donde pasó desde Newell's a Boca junto con su compañero, el arquero Julio Elías Musimessi. Logró destacar con el «xeneize» al consagrarse campeón de la Primera División de Argentina en el año 1954. Aquel título cobró una trascendencia bastante grande al ser el único título de Primera División del «xeneize» en la década del 50, además de que cortó una larga sequía sin vueltas olímpicas para el club de la ribera.
En 1960 se fue en condición de agente libre al Club Atlético River Plate, pero tan sólo disputó 9 partidos y decidió ponerle fin a su carrera profesional ese mismo año. 
Fue internacional con la Selección de fútbol de Argentina en un total de 37 partidos. Con la «albiceleste» conquistó dos ediciones de la Copa América, en 1955 y 1959.

## Biografía

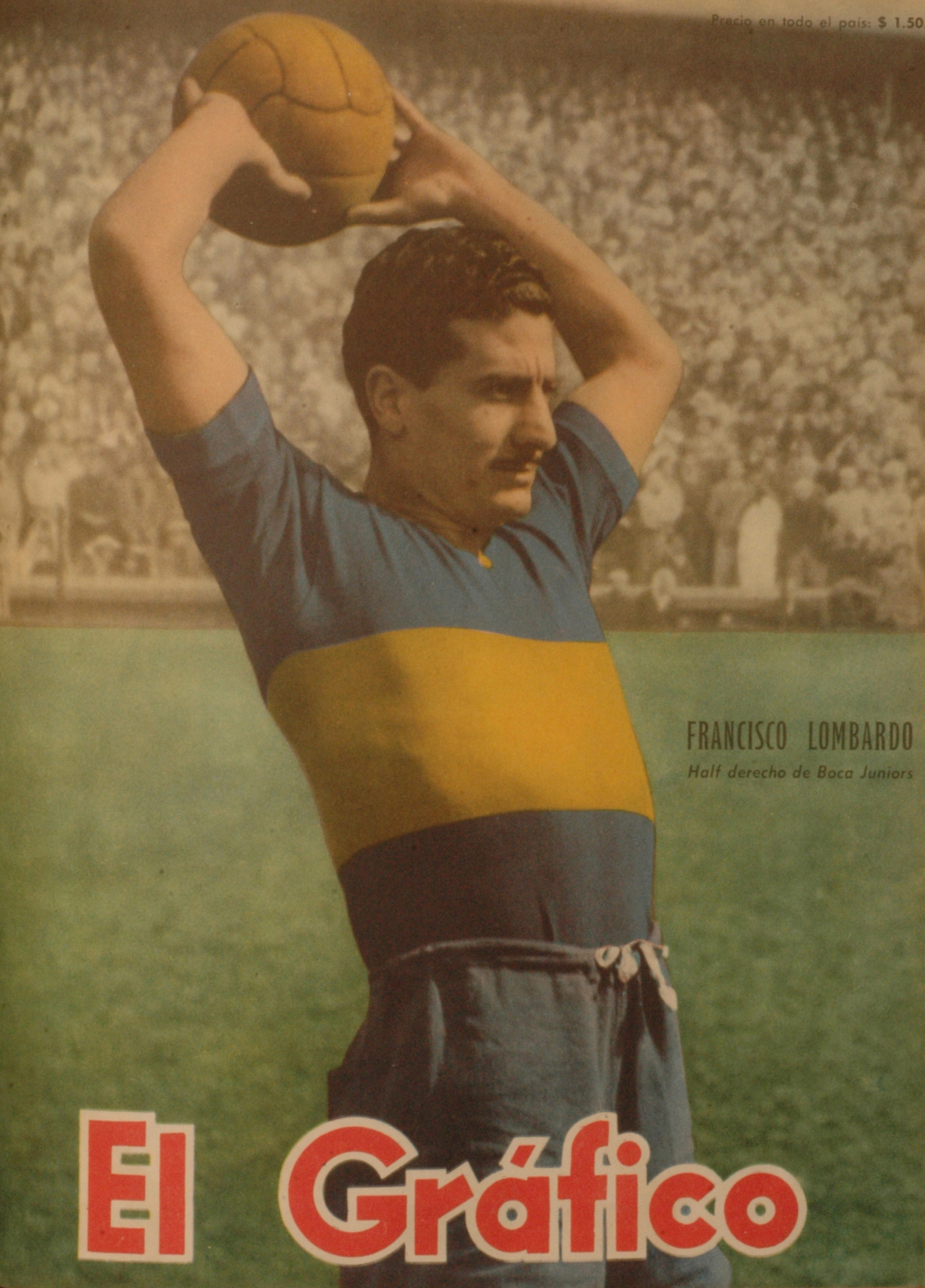
Lombardo en la portada de El Gráfico del 24 de octubre de 1952, mientras jugaba para Boca

Marcador lateral derecho. Ganó un título (Campeonato 1954 con Boca Juniors). Jugó 37 partidos en la Selección, desde el 07/12/1952, triunfo ante España 1 a 0. Ganó los sudamericanos de 1955 y 1959. Llegó desde Newell's junto a Musimessi. 
Un marcador de gran eficiencia y regularidad, suplantó en el puesto a un histórico como "Lucho" Sosa. Fue respetado por todos, por su corrección. Formó una línea media muy recordada con Eliseo Mouriño y Natalio Pescia. De gran velocidad para recuperar la pelota y de gran estado físico. En 1958, siendo jugador de Boca Juniors, fue convocado para jugar en la Copa Mundial de ese año. 
En 1960 recibió el pase libre y se fue a jugar a River Plate, en donde estuvo en sólo 9 partidos.
Falleció el 24 de mayo de 2012 en Mendoza.

### Participaciones en Copa América
| Copa                         | Sede      | Resultado |
| ---------------------------- | --------- | --------- |
| Campeonato Sudamericano 1955 | Chile     | Campeón   |
| Campeonato Sudamericano 1959 | Argentina | Campeón   |

## Estadísticas
Datos actualizados al fin de carrera deportiva.
| Newell's Old Boys Argentina                                        |               |               |     |   |   |   |   |     |     |   |
| 1.ª                                                                | 1947          | 5             | 0   | - | - | - | - | 5   | 0   |   |
| 1.ª                                                                | 1948          | 19            | 0   | - | - | - | - | 19  | 0   |   |
| 1.ª                                                                | 1949          | 29            | 1   | - | - | - | - | 29  | 1   |   |
| 1.ª                                                                | 1950          | 26            | 0   | - | - | - | - | 26  | 0   |   |
| 1.ª                                                                | 1951          | 27            | 0   | - | - | - | - | 27  | 0   |   |
| Total club                                                         | Total club    | 106           | 1   | 0 | 0 | 0 | 0 | 106 | 1   |   |
| Boca Juniors Argentina                                             |               |               |     |   |   |   |   |     |     |   |
| 1.ª                                                                | 1952          | 30            | 1   | - | - | - | - | 30  | 1   |   |
| 1.ª                                                                | 1953          | 30            | 0   | - | - | - | - | 30  | 0   |   |
| 1.ª                                                                | 1954          | 30            | 0   | - | - | - | - | 30  | 0   |   |
| 1.ª                                                                | 1955          | 28            | 0   | - | - | - | - | 28  | 0   |   |
| 1.ª                                                                | 1956          | 25            | 0   | - | - | - | - | 25  | 0   |   |
| 1.ª                                                                | 1957          | 17            | 0   | - | - | - | - | 17  | 0   |   |
| 1.ª                                                                | 1958          | 9             | 0   | - | - | - | - | 9   | 0   |   |
| 1.ª                                                                | 1959          | 22            | 0   | - | - | - | - | 22  | 0   |   |
| 1.ª                                                                | 1960          | 5             | 0   | - | - | - | - | 5   | 0   |   |
| Total club                                                         | Total club    | 196           | 1   | 0 | 0 | 0 | 0 | 196 | 1   |   |
| River Plate Argentina                                              |               |               |     |   |   |   |   |     |     |   |
| 1.ª                                                                | 1961          | 9             | 0   | - | - | - | - | 9   | 0   |   |
| Total club                                                         | Total club    | 9             | 0   | 0 | 0 | 0 | 0 | 9   | 0   |   |
| Total carrera                                                      | Total carrera | Total carrera | 311 | 2 | 0 | 0 | 0 | 0   | 311 | 2 |
| (1) No se consideran los partidos y goles en encuentros amistosos. |               |               |     |   |   |   |   |     |     |   |

### Selección nacional
| Selección | Año   | Amistoso | Amistoso | Eliminatorias | Eliminatorias | Copa América | Copa América | Mundial | Mundial | Total | Total |
| Selección | Año   | PJ       | G        | PJ            | G             | PJ           | G            | PJ      | G       | PJ    | G     |
| --------- | ----- | -------- | -------- | ------------- | ------------- | ------------ | ------------ | ------- | ------- | ----- | ----- |
| Argentina | 1952  | 2        | 0        | -             | -             | -            | -            | -       | -       | 2     | 0     |
| Argentina | 1953  | 3        | 0        | -             | -             | -            | -            | -       | -       | 3     | 0     |
| Argentina | 1954  | 2        | 0        | -             | -             | -            | -            | -       | -       | 2     | 0     |
| Argentina | 1955  | -        | -        | -             | -             | 5            | 0            | -       | -       | 5     | 0     |
| Argentina | 1956  | 3        | 0        | -             | -             | 5            | 0            | -       | -       | 8     | 0     |
| Argentina | 1957  | -        | -        | 3             | 0             | -            | -            | -       | -       | 3     | 0     |
| Argentina | 1958  | -        | -        | -             | -             | -            | -            | 3       | 0       | 3     | 0     |
| Argentina | 1959  | 1        | 0        | -             | -             | 6            | 0            | -       | -       | 7     | 0     |
| Total     | Total | 15       | 0        | 3             | 0             | 16           | 0            | 3       | 0       | 37    | 0     |

## Palmarés

### Campeonatos nacionales
| Título           | Club         | País      | Año  |
| ---------------- | ------------ | --------- | ---- |
| Primera División | Boca Juniors | Argentina | 1954 |

### Campeonatos internacionales
| Título                  | País      | Sede              | Año  |
| ----------------------- | --------- | ----------------- | ---- |
| Campeonato Sudamericano | Argentina | Santiago de Chile | 1955 |
| Campeonato Sudamericano | Argentina | Buenos Aires      | 1959 |